# Actinodaphne robusta
Actinodaphne robusta är en lagerväxtart som beskrevs av S.Julia. Actinodaphne robusta ingår i släktet Actinodaphne och familjen lagerväxter. Inga underarter finns listade i Catalogue of Life.